# Мироненко, Карп Григорьевич
Мироненко Карп Григорьевич (25 октября 1886, Орловская губерния — 20 июня 1963, Кривой Рог, Днепропетровская область) — рабочий-шахтёр, участник революционных событий и гражданской войны на Украине, борьбы за установление и укрепление власти Советов в Екатеринославской губернии. Член ЦК КП(б)У (1924), делегат XI съезда КП(б)У.
Попал в список лиц, подпадающих под закон о декоммунизации на Украине.

## Биография
Родился 25 октября 1886 года на территории нынешней Орловской области.
Образование не оконченное среднее. В 1899—1903 годах батрачил, в 1903—1905 годах работал на лесопильном заводе. Участник революционных событий 1905 года, год провёл в тюрьме. В 1907—1910 годах — горняк Копыловского, Стародобровольского, Донецкого рудников. Арестован и принудительно отправлен в армию, участвовал в 1-й мировой войне.
Член Коммунистической партии с 1917 года. После Февральской революции — член Криворожского совета рабочих и солдатских депутатов. Член революционного штаба на Донецком руднике (Кривой Рог), формировал красногвардейский отряд Донецкого рудника, председатель конфликтной комиссии рудного комитета профсоюза.
В 1918 году участвовал в Криворожском вооружённом восстании, в составе красногвардейского отряда Донецкого рудника сражался против немецко-австрийских оккупантов, вёл подпольную деятельность в Кривом Роге. Участник обороны Кривого Рога, Царицына.
В 1919 году — один из организаторов 1-го Криворожского коммунистического полка, участвовал в боях против банд григорьевцев и деникинцев. Секретарь партийной ячейки, начальник милиции Донецкого рудника (Кривой Рог).
После Гражданской войны — на партийной и хозяйственной работе: в 1921—1931 годах отстраивал шахтоуправление имени К. Либкнехта. В 1931—1941 годах — заведующий отделом Криворожского городского исполкома. 
В 1941—1944 годах работал на Бакальском руднике на Урале. С 1944 года — начальник дорожного строительства треста «Дзержинскруда» (Кривой Рог).
Умер 20 июня 1963 года в городе Кривой Рог.

## Награды
- Почётная грамота и оружие от Криворожского городского исполкома (1935)[2];
- Орден «Знак Почёта»[2].